# روجر ستيل
روجر ستيل (بالإنجليزية: Roger Steele)‏ هو سياسي أسترالي، ولد في 29 مايو 1939. حزبياً، نشط في حزب الدولة الليبرالي ‏. وقد انتخب Speaker of the Northern Territory Legislative Assembly ‏ (28 فبراير 1984 – 16 يونيو 1986) وانتخب عضو الجمعية التشريعية للإقليم الشمالي ‏ عن دائرة Electoral division of Elsey ‏ (3 ديسمبر 1983 – 6 مارس 1987) وانتخب عضو الجمعية التشريعية للإقليم الشمالي ‏ عن دائرة Electoral division of Ludmilla ‏ (19 أكتوبر 1974 – 2 ديسمبر 1983).